# Rohrbach (huyện)
Bezirk Rohrbach là một huyện của bang
Thượng Áo ở Áo.

## Các đô thị
Các thị xã (Städte) bằng chữ đậm; các phố thị (Marktgemeinden) bằng chữ xiên, các khu ngoại ô, làng và các đơn vị khác của một đô thị được hiển thị bằngchữ nhỏ.
- Afiesl
- Ahorn
- Aigen im Mühlkreis
- Altenfelden
- Arnreit
- Atzesberg
- Auberg
- Berg bei Rohrbach
- Haslach an der Mühl
- Helfenberg
- Hofkirchen im Mühlkreis
- Hörbich
- Julbach
- Kirchberg ob der Donau
- Klaffer am Hochficht
- Kleinzell im Mühlkreis
- Kollerschlag
- Lembach im Mühlkreis
- Lichtenau im Mühlkreis
- Nebelberg
- Neufelden
- Neustift im Mühlkreis
- Niederkappel
- Niederwaldkirchen
- Oberkappel
- Oepping
- Peilstein im Mühlviertel
- Pfarrkirchen im Mühlkreis
- Putzleinsdorf
- Rohrbach im Mühlkreis
- Sankt Johann am Wimberg
- Sankt Martin im Mühlkreis
- Sankt Oswald bei Haslach
- Sankt Peter am Wimberg
- Sankt Stefan am Walde
- Sankt Ulrich im Mühlkreis
- Sankt Veit im Mühlkreis
- Sarleinsbach
- Schlägl
- Schönegg
- Schwarzenberg am Böhmerwald
- Ulrichsberg